# Clistopyga rufator
Clistopyga rufator är en stekelart som beskrevs av Holmgren 1856. Clistopyga rufator ingår i släktet Clistopyga och familjen brokparasitsteklar. Enligt den finländska rödlistan är arten nära hotad i Finland. Arten är reproducerande i Sverige. Artens livsmiljö är stränder. Inga underarter finns listade i Catalogue of Life.